# Pinturas rupestres de Guane
Las pinturas rupestres de Guane son un conjunto de antiguos dibujos en las rocas del Cañón del río Chicamocha, en el departamento colombiano de Santander. Las pinturas rupestres del Cañón del Chicamocha tienen origen en la cultura Guane.
La mayoría de las pinturas rupestres se encuentran en los abrigos del municipio de Los Santos. Según algunos investigadores, las pinturas rupestres pueden ser consideradas pictogramas o dibujos que representan una idea o un concepto, generalmente de alcances sociológicos y costumbristas.
El investigador colombiano Alejandro Navas ha terminado un trabajo muy interesante para interpretar y estudiar las pinturas rupestres y los pictogramas. La mayoría de los signos son símbolos de animales o del Sol, que eran venerados como deidades.
Territorio
Sus dominios colindaban por el occidente con el de los Yariguíes, por el norte con el de los Chitareros, por el oriente con el de los Laches, y por el sur y sureste con el de los Poimas y Chalalaes, entre otras etnias indígenas.